# Arak (Syria)
Arak (arab. آراك) – wieś w Syrii, w muhafazie Hims. W 2004 roku liczyła 111 mieszkańców.